# Доксат
Доксат или дивана је архитектонски елемент, избочено место на кући, врста балкона или трема.
Доксат је карактеристичан елемент исламске архитектуре, где се обично налази на спрату. 
Представља истурени део куће на спрату, сличан затвореном балкону.
Доксат је такође је карактеристичан и за моравску кућу у српском народном градитељству, где представља издигнути продужетак трема. То је наткривени простор у склопу кровног носача, квадратног облика, израђен од дрвета и заштићен стрехом.

## Доксат у народном неимарству Србије
У народном неимарству код Срба доксат као архитектонски елемент јавља се код моравске куће или моравке. Моравска кућа се гради најчешће у долини Мораве али и у целој источној Србији. Појава овог типа куће последица је миграционих кретања. Ове области населило је становништво Косова и Метохије а једним делом и Македоније. Досељеници су донели не само форму и облик куће већ и начин грађења.
Куће моравског простора су углавном бондручаре. Просторна организација почива на дводелној кући са два одељења, оџаклијом и собом, и подужним тремом. Трем на подужној страни чини особеност овога типа куће и једно од њених обележја. Трем се у даљем развоју предваја у два дела: у ајат који остаје при земљи и доксат који је изнад тла и служи као мирнији и издвојени простор за седење и одмор. Касније ће доксат прерасти у ново одељење у развоју дводелне куће. Моравска кућа, развојем простора, прераста у варошку кућу са неколико просторија, подрумом, тремом и узвишеним и истакнутим доксатом. Ниша која настаје издизањем доксата често је искоришћена као наткривени прилаз подрумском простору испод куће, који моравска кућа добија својим развојем.
Варошка кућа представља карактеристичан тип у старој архитектури српске варошице. Доксат је постављен према дворишту и скривен од погледа са улице. Изградњом доксата један део свакодневног живота укућана преноси се на трем. Доксат представља издвојену целину у оквиру куће, ограђену, а отворену просторију, издигнуту за неколико степеника изнад нивоа ајата. То је својеврсна дневна соба на отвореном, наткривени простор у склопу кровног носача. Лети је то најчешће коришћен простор за кућне активности, од домаћих послова до седења и дружења. На доксату се често налазе унаоколо поређане клупе за седење. Тиме доксат поприма карактер друштвене просторије, јер поприма улогу гостинског простора. Са доксата се поглед пружа на двориште, чиме се радни простор унутар куће повезује са баштом и зеленилом, а самим тим постиже се и боља контрола окућнице.
Доксат је код српске варошке куће моравског типа првенствено функционалан простор својом наменом, али је и архитектонско-естетски елемент захваљујући свом наглашеном положају у склопу куће. Доксат представља архитектонски напредак у развоју моравске куће и спада у најрепрезентативније просторе у српском народном неимарству.